# Square Two
Albums de Blackpink
Square One
(2016) Blackpink
(2017)
Singles
1. Playing with Fire
Sortie : 1er novembre 2016
2. Stay
Sortie : 1er novembre 2016

Square Two est le second album single du girl group sud-coréen Blackpink. Il est sorti en tant que single digital le 1er novembre 2016 sous YG Entertainment et distribué sous KT Music. Le single a une double face A, "Playing with Fire" et "Stay" ainsi qu'un titre bonus "Whistle (Acoustic Ver.)". Les paroles ont été écrites par Teddy et la musique a été composée par Teddy, R.Tee et Seo Won Jin.

## Contexte et sortie
Le 19 octobre 2016, il a révélé que Blackpink sera le prochain artiste de la YG Entertainment à faire son retour. Le 24 octobre, les images teasers des membres Lisa et Jennie ont été révélées, avec le nom d'un des titres principaux, "Playing With Fire", suivies par les photos teasers de Rosé et Jisoo le jour suivant. Les photos teasers du groupe en entier ont été révélées le 27 octobre pour le second titre principal "Stay". Le 30 octobre, YG Entertainment a mis en ligne une vidéo des coulisses de "Stay" et le lendemain celle pour "Playing With Fire".
Elles interprètent pour la première fois leurs deux nouveaux titres en direct au Inkigayo de SBS, le 6 novembre.

## Clips vidéos
Les clips vidéos de « Playing with Fire » et « Stay » ont été dirigés par Han Sa Min, qui avait déjà dirigé les clips vidéos de "Gotta Be You" de 2NE1 et "Sober" de BIGBANG. Ils ont été mis en ligne via la chaîne YouTube officielle de Blackpink le 31 octobre 2016 (1er novembre 2016, 00:00 KST).
Blackpink a aussi mis en ligne sur sa chaîne YouTube officielle le clip vidéo pour la chorégraphie de "Playing With Fire", le 4 novembre 2016. La chorégraphie a été créée par Kyle Hanagami, qui a déjà travaillé avec le groupe pour la chanson "Boombayah" de leur précédent single Square One.

## Liste des pistes
| 1.    | Playing with Fire (불장난)            | Teddy                  | Teddy, R.Tee                     | 3:17 |
| 2.    | Stay                                  | Teddy                  | Teddy, Seo Won Jin               | 3:50 |
| 3.    | Whistle (휘파람) (version acoustique) | Teddy, Bekuh BOOM, B.I | Teddy, Future Bounce, Bekuh BOOM | 3:32 |
| 10:39 |                                       |                        |                                  |      |

| Version iTunes | Version iTunes                        | Version iTunes         | Version iTunes                   | Version iTunes | Version iTunes | Version iTunes | Version iTunes | Version iTunes | Version iTunes |
| No             | Titre                                 | Auteur                 | Producteur(s)                    | Durée          |                |                |                |                |                |
| -------------- | ------------------------------------- | ---------------------- | -------------------------------- | -------------- | -------------- | -------------- | -------------- | -------------- | -------------- |
| 1.             | Playing with Fire (불장난)            | Teddy                  | Teddy, R.Tee                     | 3:17           |                |                |                |                |                |
| 2.             | Stay                                  | Teddy                  | Teddy, Seo Won Jin               | 3:50           |                |                |                |                |                |
| 3.             | Whistle (휘파람) (version acoustique) | Teddy, Bekuh BOOM, B.I | Teddy, Future Bounce, Bekuh BOOM | 3:32           |                |                |                |                |                |
| 4.             | Whistle (휘파람) (titre bonus iTunes) | Teddy, Bekuh BOOM, B.I | Teddy, Future Bounce, Bekuh BOOM | 3:32           |                |                |                |                |                |
| 5.             | Boombayah (titre bonus iTunes)        | Teddy, Bekuh BOOM      | Teddy, Bekuh BOOM                | 4:00           |                |                |                |                |                |
| 18:11          |                                       |                        |                                  |                |                |                |                |                |                |

## Classements

### Classements hebdomadaires
| Classement (2016)                     | Meilleure position |
| ------------------------------------- | ------------------ |
| US Top Heatseekers Albums (Billboard) | 13                 |
| US World Albums (Billboard)           | 2                  |

#### "Playing with Fire"
| Classement (2016)                  | Meilleure position |
| ---------------------------------- | ------------------ |
| Canada (Canadian Hot 100)          | 92                 |
| Japan (Japan Hot 100)              | 81                 |
| South Korea (Gaon Digital Chart)   | 3                  |
| US World Digital Songs (Billboard) | 1                  |

#### "Stay"
| Classement (2016)                  | Meilleure position |
| ---------------------------------- | ------------------ |
| South Korea (Gaon Digital Chart)   | 10                 |
| US World Digital Songs (Billboard) | 4                  |